# Arthur Miller
Arthur Asher Miller (New York, 17 oktober 1915 – Roxbury (Connecticut), 10 februari 2005) was een Amerikaans toneelschrijver.

## Dood van een handelsreiziger
Miller verwierf faam met het toneelstuk Death of a Salesman, Dood van een handelsreiziger. Hij won daarmee in 1949 de Pulitzerprijs. Het stuk verhaalt van Willy Loman, een vertegenwoordiger in schrijfwaren, die zijn werk verliest. Het stuk is grotendeels realistisch maar Miller maakt gebruik van een aantal theatrale effecten, zoals flashbacks en locaties die in elkaar overlopen.
Death of a Salesman torst als een van de bekendste, vaakst opgevoerde en frequentst bekroonde dramawerken een zware reputatie op de schouders. Volgens sommigen bevat dit stuk de scherpste kritiek op de Amerikaanse manier van denken, anderen zien Miller dan weer als een grote theatervernieuwer omwille van zijn gebruik van losse associaties en een zogeheten stream of consciousness (= vrije aaneenrijging van losse gedachten, ingevingen, gevoelens, waarnemingen, ideeën).
Het stuk op zich is een eerder pessimistische visie op de Amerikaanse liberale prestatiegerichte cultuur. Individuen tellen maar mee voor zover ze succesvol, rijk en geliefd zijn; er kan geen plaats zijn voor weinig ambitieuze lui met matige talenten. Althans, zo denkt het hoofdpersonage Willy Loman, een bijna gepensioneerde handelsreiziger en vader van twee zonen. Ondanks een leven van noeste arbeid staat Willy voor een faillissement en projecteert daarom zijn dromen op zijn jongens. Deze twee zijn daar allesbehalve gelukkig mee, zeker de oudste, Biff, altijd de oogappel geweest, maar op zijn 34ste nog steeds een slappeling en een bajesklant. Het stuk gaat op zoek naar de oorzaak van de malaise in de familie Loman en moet daarom diep graven in het verleden.

## The Crucible
Het toneelstuk The Crucible uit 1952 gaat over de heksenprocessen van Salem. Miller schreef het stuk naar aanleiding van de communistenjacht door het House Committee on Un-American Activities onder leiding van de Amerikaanse senator Joseph McCarthy. Miller zag een sterke analogie tussen de bijna middeleeuwse heksenjacht en de jacht op (vermeende) communisten. In beide gevallen konden mensen - ook zonder enige grond - verdacht worden gemaakt en werden verdachten geëxecuteerd. In beide gevallen moesten zogenaamde getuigen ook namen noemen van anderen die verdacht werden van hekserij respectievelijk communisme. Onder meer naar aanleiding van dit stuk moest Miller zelf voor het comité verschijnen. Hij werd veroordeeld tot een gevangenisstraf, maar dit werd later teruggedraaid.
Dit toneelstuk werd in 1996 verfilmd als The Crucible en in 2007 in Nederland opgevoerd door Het Nationale Toneel onder de titel Heksenjacht.

## Andere werken
Andere bekende werken van Miller zijn A View from the Bridge, “The Creation of the World and other Business (1972)”All My Sons en Homely Girl, dat in 2001 werd verfilmd onder de titel Eden.
In 2004 was hij een van de zes personen aan wie een interview van een volledige uitzending werd gewijd in de documentaireserie The Atheism Tapes van de BBC.

## Huwelijken
Na een huwelijk met Mary Grace Slattery (1940-1956) hertrouwde Miller in 1956 met filmactrice Marilyn Monroe. Voor haar schreef hij het scenario van de film The Misfits. Zij scheidden in 1961, waarop Miller een jaar later voor een derde maal trouwde, met de Oostenrijkse fotografe Inge Morath. Met haar bleef hij samen tot aan haar dood op 30 januari 2002.
Miller kreeg met Slattery dochter Jane Ellen en zoon Robert A. Miller. Later kreeg hij samen met Morath zoon Daniel en dochter Rebecca, die naast acteren en regisseren net als haar vader scripts ging schrijven.

## Onderscheidingen
- 1993: Four Freedoms Award voor vrijheid van meningsuiting

- Bibsys: 90079562
- Biblioteca Nacional de España: XX1721508
- Bibliothèque nationale de France: cb11916126g (data)
- Catàleg d'autoritats de noms i títols de Catalunya: 981058513758806706
- CiNii: DA00114575
- Digitale Bibliotheek voor de Nederlandse Letteren: mill023
- Gemeinsame Normdatei: 118582496
- International Standard Name Identifier: 0000 0001 2130 2540
- Library of Congress Control Number: n79045521
- Nationale Bibliotheek van Letland: 000043735
- National Archives and Records Administration: 10582095
- Bibliotheek van het Japanse parlement: 00450041
- Nationale Bibliotheek van Tsjechië: jn19990005721
- Nationale bibliotheek van Australië: 35352207
- Nationale Bibliotheek van Israël: 987007265310005171
- Nationale Bibliotheek van Polen: a0000001181143
- Nationale en Universitaire bibliotheek Zagreb: 000065402
- Nederlandse Thesaurus van Auteursnamen: 06890505X
- Réseau des bibliothèques de Suisse occidentale: 02-A003595120
- Istituto Centrale per il Catalogo Unico: CFIV037864
- LIBRIS: 77080
- SNAC: w6xq7v1w
- Système universitaire de documentation: 027029832
- Trove: 922298
- Virtual International Authority File: 44302716
- WorldCat: E39PBJfGTgCqMVCBY8qR3McXVC